# Limnaecia chrysonesa
Limnaecia chrysonesa là một loài bướm đêm thuộc họ Cosmopterigidae. Nó được tìm thấy ở Úc.